# Umid Isoqov
Umid Isoqov (russe : Умит Исогов) (né le 22 décembre 1978 à l'époque en URSS, aujourd'hui en Ouzbékistan) est un joueur de football international ouzbek, qui évoluait au poste d'attaquant.

## Biographie

### Carrière en club
Il termine meilleur buteur du championnat d'Ouzbékistan en 1999 et en 2001.

### Carrière en sélection
Avec l'équipe d'Ouzbékistan, il joue 9 matchs (pour 3 buts inscrits) entre 2000 et 2001. 
Il figure dans le groupe des sélectionnés lors de la coupe d'Asie des nations de 2000, où son équipe est éliminée au premier tour.

## Palmarès
| Neftchi Ferghana - Championnat d'Ouzbékistan (1) : - Champion : 2001. - Meilleur buteur : 1999 (24 buts) et 2001 (28 buts). |  | Pakhtakor Tachkent - Championnat d'Ouzbékistan (1) : - Champion : 2005. - Coupe d'Ouzbékistan (1) : - Vainqueur : 2005. |